# Nordafrika

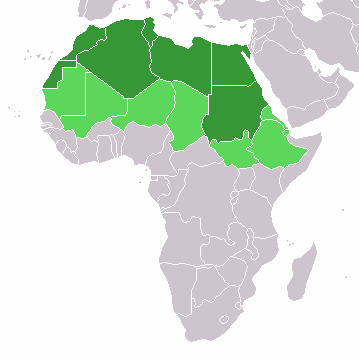
Karte Nordafrikas. Dunkelgrün: UN-Subregion. Hellgrün: Geographisch manchmal ebenfalls zu Nordafrika gezählte Staaten.

Nordafrika ist der nördliche Teil Afrikas und wie andere multinationale geographische Gebiete dieses Kontinents geographisch nicht klar abzugrenzen. Einige Staaten werden wahlweise Nordafrika, Westafrika oder Subsahara-Afrika zugeordnet.
Der hauptsächliche Bestimmungsfaktor ist die im Westen bis an die Atlantikküste reichende Wüste Sahara. Da die Arabische Platte bzw. die Arabische Halbinsel geologisch zu Afrika gehört, kann sie auch geographisch zu Nordafrika gerechnet werden. Religiös wird Nordafrika hauptsächlich durch den Islam geprägt, ethnisch durch Berber, Mauren und Araber, im südlichsten Bereich auch Nubier, Amharen und Schwarzafrikaner. Zu den Kernstaaten Nordafrikas zählen Marokko mit der Westsahara, Algerien, Tunesien (kleiner Maghreb), Libyen (großer Maghreb), Ägypten und der Sudan. Mauretanien, Niger, Mali, Tschad, Äthiopien, Eritrea und Südsudan sind hingegen Randzonen und nur in den notwendigen Zusammenhängen (z. B. Geologie, Klima, Ökologie, Sahel-Zone) relevant.

## Geographie und Topographie

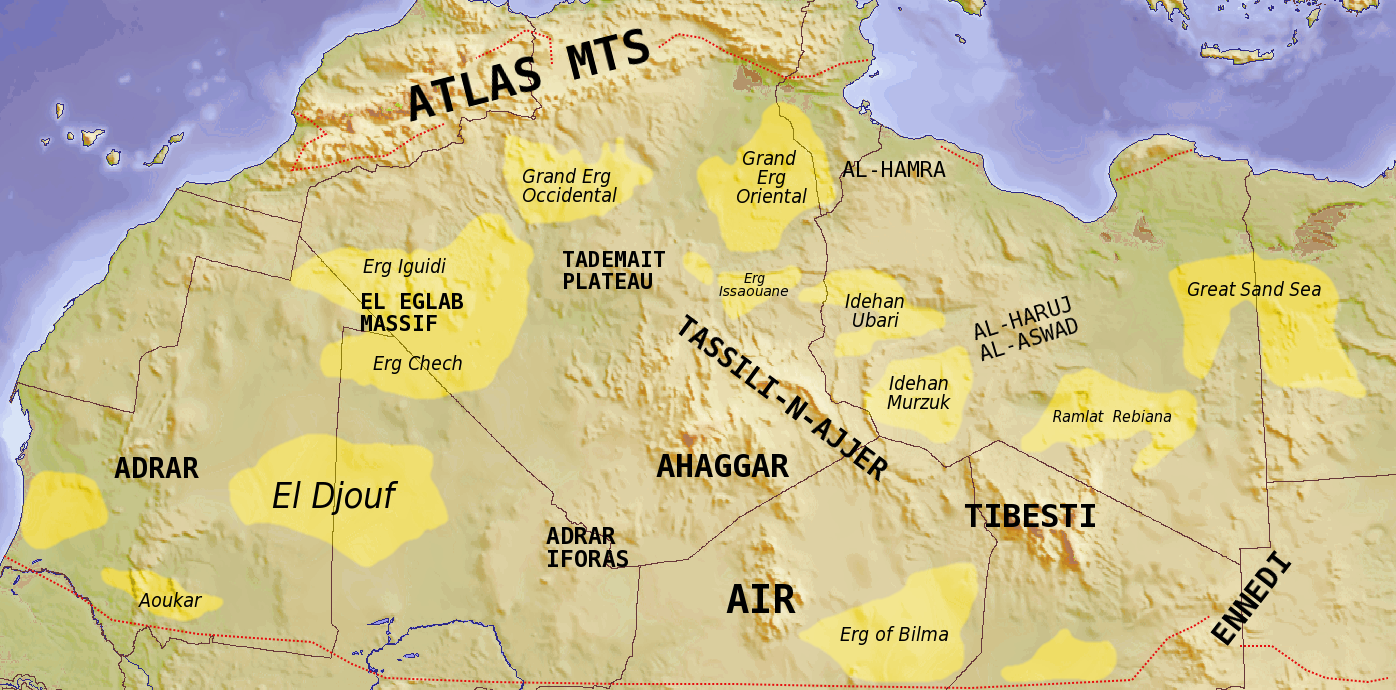
Topographie des westlichen und zentralen Nordafrika.

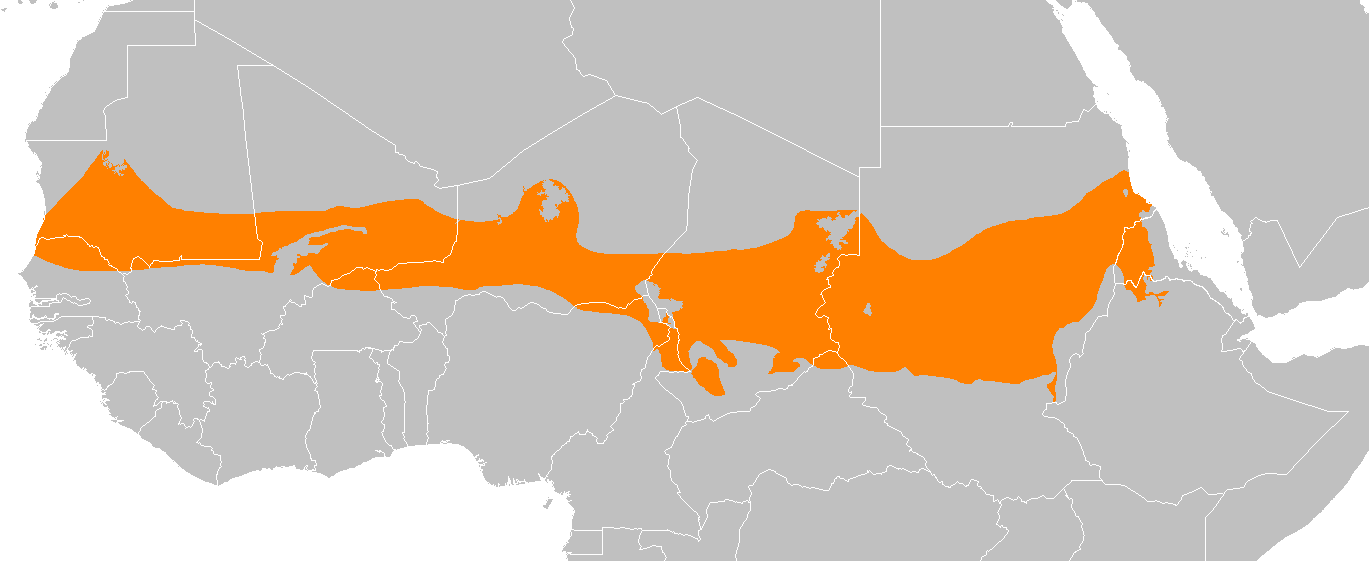
Verlauf der Sahelzone, die Nordafrika nach Süden begrenzt.

Als Nordafrika im weiteren geographischen Sinne bezeichnet man das Gebiet des Kontinents Afrika, das die Sahara und den nördlich, westlich und östlich davon liegenden Küstenstreifen zum Mittelmeer, zum Atlantik und zum Roten Meer bzw. zum Suez-Kanal etwa zwischen dem 19. und 38. Breitengrad und dem 13. Grad westlicher und 25. Grad östlicher Länge umfasst (Definition der Encyclopedia Britannica). Es hat eine Fläche von 4,75 Millionen Quadratkilometern. Vier Fünftel davon sind gegenwärtig Wüste. Im Westen, Norden und Osten wird Nordafrika durch die Ränder der afrikanischen Platte begrenzt, die gleichzeitig die Küstenlinien zum mittleren Atlantik, zum südlichen Mittelmeer und zum Roten Meer bilden. Im Süden gilt die west-östlich verlaufende Sahelzone als Grenze. Die Südgrenze Nordafrikas ist somit im Unterschied zu den anderen keine geologisch-geographische Grenze, sondern eine landschaftsökologische und damit weniger genau definierbar.
Es gibt sehr große Sandwüsten (Erg), deren Ausdehnung von Ost nach West zunimmt. Die größten sind im Westen, der östliche und der westliche große Erg, beide in Algerien, im Osten ist es die Libysche Wüste, die sich von Westägypten nach Libyen erstreckt, wo sie auch Calancio Desert heißt. Dazwischen liegen unter anderem in Libyen die Rebianah- und Murzuk-Wüste und im Norden des Sudan das Selima Sandsheet. An den Wüstenbereich der Sahara grenzt im Süden als Übergangszone die Halbwüsten und Trockensavannen der Sahelzone.
Mehrere große Hochplateaus und Gebirge befinden sich im südlichen Bereich der Sahara, im Norden zieht sich ein großes, stark gefaltetes Küstengebirge, das Atlas-Gebirge am äußersten westlichen Ende der Mittelmeerküste, über mehr als 2000 km von Südwest-Marokko bis zum nordöstlichen Tunesien parallel zur Küste hin und ist Ursache für das Fehlen natürlicher Häfen dort. Dort befindet sich auch mit dem Toubkal der höchste Berg Nordafrikas (4165 m). Das Rif-Gebirge im Nordwestzipfel Marokkos ist geologisch wiederum Teil der Kordilleren auf der Iberischen Halbinsel. Die wesentlichsten Gebirgs- und Hochlandformationen Nordafrikas sind (von Ost nach West): das ostnilotische Bergland bis nach Äthiopien, Gilf el-Kebir, Uwaynat, Ennedi-Massiv, Tibesti, Fessan, Tadrart Acacus, Ténéré, Tassili, Hoggar, Aïr, Ahaggar, Adrar des Iforas, Tademaït-Plateau, Atlas-Gebirge.
Neben den das Atlas-Gebirge entwässernden Flüssen, der größte von ihnen ist der Sebou, im Nordwesten ist der Nil, der mit seinem Tal und Delta eine eigene topographisch-geographische Region bildet, der einzige ganzjährig wasserführende Fluss der gesamten Region, und vom algerischen Ounianga Serir abgesehen ist der Tschad-See neben einigen kleineren wie dem Qarun-See im Fayum und einigen artesisch gespeisten kleineren Seen wie im Wadi Rajan in Ägypten das einzige größere, allerdings stark verlandende Binnengewässer. Der relativ dicht besiedelte Küstenstreifen ist meist nur wenige Kilometer breit, und die Wüste reicht oft bis direkt ans Meer. Die Entwässerungszonen des Niger und Benue, an die früher auch der Tschadsee angeschlossen war, sowie des Senegal werden nicht mehr zu Nordafrika gerechnet.
Die Küste zum Mittelmeer verläuft ziemlich genau ostwestlich zwischen Gibraltar und Tunis etwa zwischen dem 35. und 37. Breitengrad, von wo aus sie im Bereich von Tunesien die Kleine Syrte, im Bereich von Libyen die Große Syrte bildet, einen weit nach Süden ausschwingenden, bis zum 30. Breitengrad reichenden Golf und südlichsten Punkt des Mittelmeeres. An der östlichsten Stelle der Syrte steigt dann die Halbinsel Cyrenaika wieder bis etwa zum 33. Breitengrad auf, von wo die Küste dann leicht abfallend etwa am 32. Breitengrad Nildelta und Suezkanal erreicht.
Die Grenzen der einzelnen Staaten sind einst von den Kolonialmächten mit dem Lineal gezogen worden und nehmen auf ethnische Aspekte oder die Traditionen der altafrikanischen Staaten vor allem der Subsahara (Bornu, Kanem, Songhay, Darfur, Tarkur, das Sultanat von Sannar, Kordofan oder Nubien) keine Rücksicht, was inzwischen überall vom Sudan bis zur Westsahara für Konflikte sorgt, zumal die teils tausende Kilometer langen Grenzen (Algerien fünfeinhalbtausend km zu Land) größtenteils durch Wüsten führen und in ihrem Verlauf unpräzise und kaum zu überwachen sind. Die westlich vorgelagerten, geologisch nicht zum nordafrikanischen kristallinen Grundschild gehörenden, sondern vulkanisch auf der afrikanischen Platte entstandenen Kanarischen Inseln zählen geographisch zu Nordafrika, politisch aber zu Spanien, das zudem an der marokkanischen Küste mit den Hafenstädten Ceuta und Melilla zwei Exklaven besitzt.

## Geologie und Geomorphologie

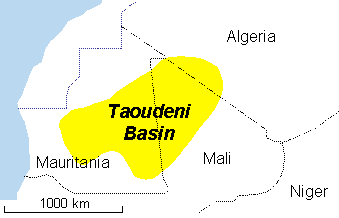
Das Taoudeni-Becken, eines der größten innerhalb der Becken-Schwellen-Struktur Nordafrikas.

Geologisch und geomorphologisch ist Nordafrika und insbesondere die Sahara relativ einfach strukturiert und ihre Formationen sind vorwiegend das Ergebnis mariner Phasen und Überflutungen. Auf einem kristallinen Sockel wechseln sich Becken und Schwellen ab. Die Becken sind dabei mit mehreren tausend Metern (bis zu 7000 m) dicken marinen und kontinentalen Ablagerungen verfüllt, wobei die marinen Sedimente den mehrfachen Überflutungen vor allem der nördlichen und westlichen Sahara entstammen, die kontinentalen den Abtragungs- und Ablagerungsvorgängen der Trockenzeiten, als von den Gebirgen Material heruntergespült wurde. Entstanden sind die Becken vor allem durch das Tethys-Meer in der Kreidezeit sowie im Tertiär, doch reicht die Entstehung des Taoudeni-Beckens bis vor das Kambrium zurück. Auch die verschiedenen hydrogeologischen, durch unterschiedliche Salinitätsgrade charakterisierten Schichtungen des Grundwassermeeres entstammen diesen Phasen. Die ältesten sind über 400 Millionen Jahre alt. Die Chotts bzw. Sebkhas genannten Salzpfannen und Salzwüsten sind ebenfalls Zeugen sowohl der marinen Überflutungen wie der Sedimentierungen aus dem salzhaltigen Gesteinsmaterial der umliegenden Gebirge und Plateaus, und vor allem die Versickerung abflussloser Gewässer war auch an den hydrogeologischen Schichtungen der fossilen Grundwasserseen beteiligt. Die für die östliche Libysche Wüste typischen Depressionen vor allem des östlichen Nordafrika sind ebenfalls Ergebnis von Auswaschungsvorgängen weicherer Gesteinsschichten. Insgesamt gibt es in der Sahara und Nordafrika 11 derartige Becken, in die teils Wasser, am Kontinentalschelf aber auch Erdöl und Erdgas eingelagert sind: Von Westen nach Osten und Norden nach Süden:
- Das Tindouf- und Taoudeni-Becken
- Das südalgerische und das Niger-Becken
- Das Homra-Becken (nach der nordlibyschen Steinwüste Hamadat al-Hamrah), Syrte-, Murzuk- und Tschadbecken
- Das nordägyptische, Dachla- und Kufra-Becken

Das Niger- und das Tschad-Becken gehören nicht mehr zur Sahara und nur teilweise zu Nordafrika.
Dem stehen mehrere aufgebogene Schwellen gegenüber, die die Becken trennen und bei denen der kristalline Untergrund an die Oberfläche tritt. Es sind dies:
- Die Eglab-Schwelle (nach den Hügeln von El Eglab in der südwestlichen Ecke Algeriens)
- Die Nefusa-Schwelle (nach dem gebirgigen, bis 968 m hohen Schichtstufenland Jabal Nafusah südlich von Tripolis)
- Die Gargaf-Schwelle (nach dem Gabal Al Qarqaf, der das Murzuk-Bassin nördlich vom Ghadames-Bassin bogenförmig trennt)
- Die Tibesti-Syrte-Schwelle

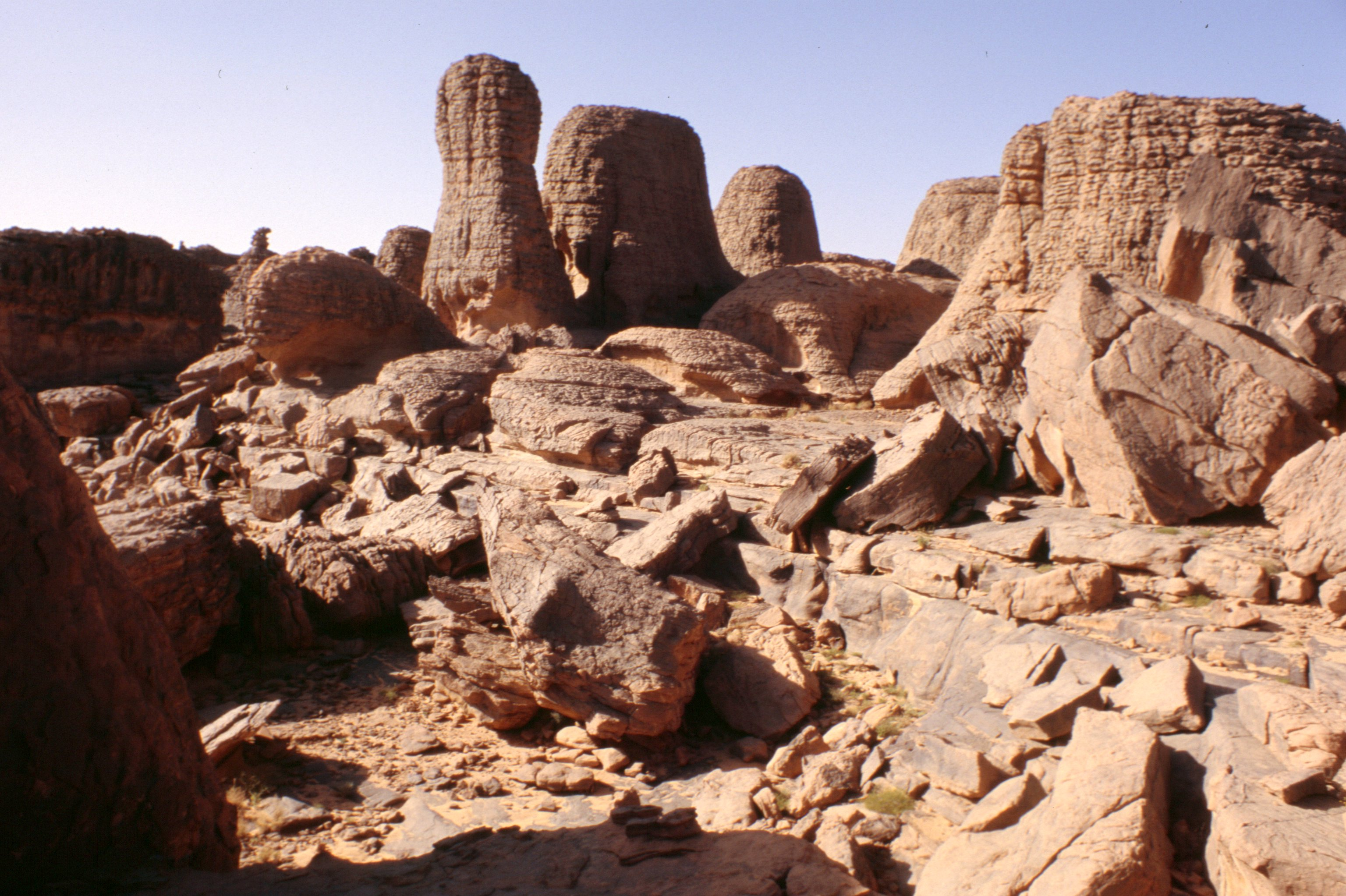
Die geomorphologische Formenvielfalt des Tassili.

Übergangsstrukturen zwischen Becken und Schwellen zeigt die Formenvielfalt des Tassili-Plateaus, das sowohl Material des kristallinen Grundschildes, also Granit, Gneis, Kristallinschiefer und Quarzite enthält, wie auch alte, teils stark verwitterte Sandsteinschichten und Bereiche mit vulkanischem Gestein, die ein komplexes und stark zerrissenes Relief mit Regs, Serir und Hammadas bilden sowie mit auffallenden Felstürmen und Inselbergen, sog. Gara-Berge, die vor allem durch Wasser (während der semiariden Phasen) und Wind geformt wurden.
Die nördliche tektonische Grenze dieser Becken-Schwellen-Struktur verläuft entlang des Südrandes des Atlas-Gebirges. In der mittleren zentralen Sahara sind die Schwellen besonders hoch aufgewölbt und von vulkanischen Schichten überlagert, die die saharischen Hochgebirge Hoggar, Tibesti und des Air ausbilden sowie die Hochplateaus des Adrar des Iforas, des Eglab, Djado und Ennedi. Die westliche Sahara ist allerdings geomorphologisch im Vergleich zum südlichen, östlichen und zentralen Bereich relativ einförmig. Das ostnilotische Bergland ist ebenfalls eine für tektonische Auffaltungen an Plattenrändern typische Formation, aber nicht mehr Teil der eigentlichen Becken-Schwellen-Struktur.
Der nördlichste Bereich Nordafrikas jenseits der Becken-Schwellen-Struktur wird durch die Charakteristika bestimmt, wie sie der Rand einer Kontinentalplatte, hier der afrikanischen Platte zeigt, also stark aufgefaltete Zonen, wie sie beim Zusammenprall zweier Platten entstehen. Das Atlas-Gebirge ist so aufgefaltet worden, so wie auf der anderen Seite Alpen und Pyrenäen. Die Erdölvorkommen im Bereich der libyschen Cyrenaika sowie an den Küsten Algeriens und Tunesiens sowie in geringerem Maße Ägyptens sind nach Vermutungen der Geologen ebenfalls Folge dieser Situation, da hier an den Schelfrändern einst vermehrt biologisches Material absank und schließlich durch den Druck des Deckgebirges unter Luftabschluss zu Erdöl und Erdgas transformiert wurde.

## Klima, Vor- und Frühgeschichte
In Nordafrika waren und sind die Zusammenhänge zwischen Klima und Geschichte besonders ausgeprägt, da sich beginnend vor 11.000 Jahren immer wieder halbfeuchte und trockene Phasen abwechselten. In einer ausgeprägt feuchtariden Periode bildete sich in der südlichen Sahara eine Savannenlandschaft, in deren Verlauf sich regional ein Neolithikum etablierte (wie bei Nabta-Playa). Vor etwa 6000 Jahren setzte ein arideres Klima ein und die Menschen zogen sich aus der immer unwirtlicheren Sahara nach und nach in die Oasen, an die Küsten, vor allem aber in das Niltal zurück und schufen zwischen 3500 und 3000 v. Chr. die organisatorischen Grundlagen für die erste Hochkultur im Alten Ägypten.
→ Zum genaueren Ablauf der nordafrikanischen Klimaphasen siehe Libysche Wüste; zu den prähistorischen und historischen Bezügen siehe Geschichte Nordafrikas.

### Gegenwärtiges Klima
Grundlagen

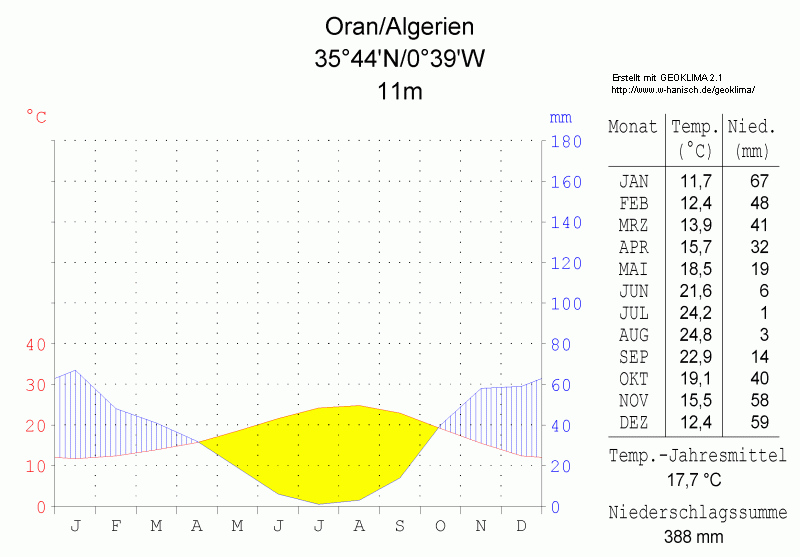
Typisches Klimadiagramm für ein Mittelmeerklima, hier Oran, Algerien.

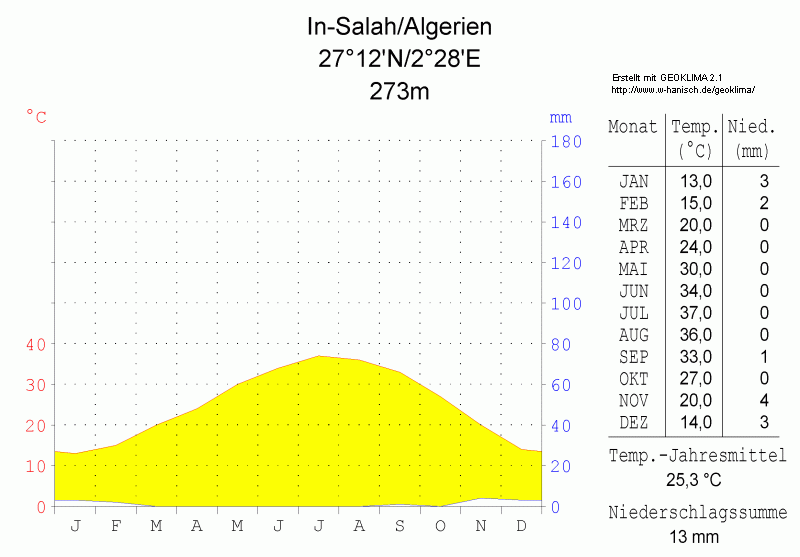
Typisches Klimadiagramm für das Wüstenklima der Sahara. Hier In Salah, Zentralalgerien.

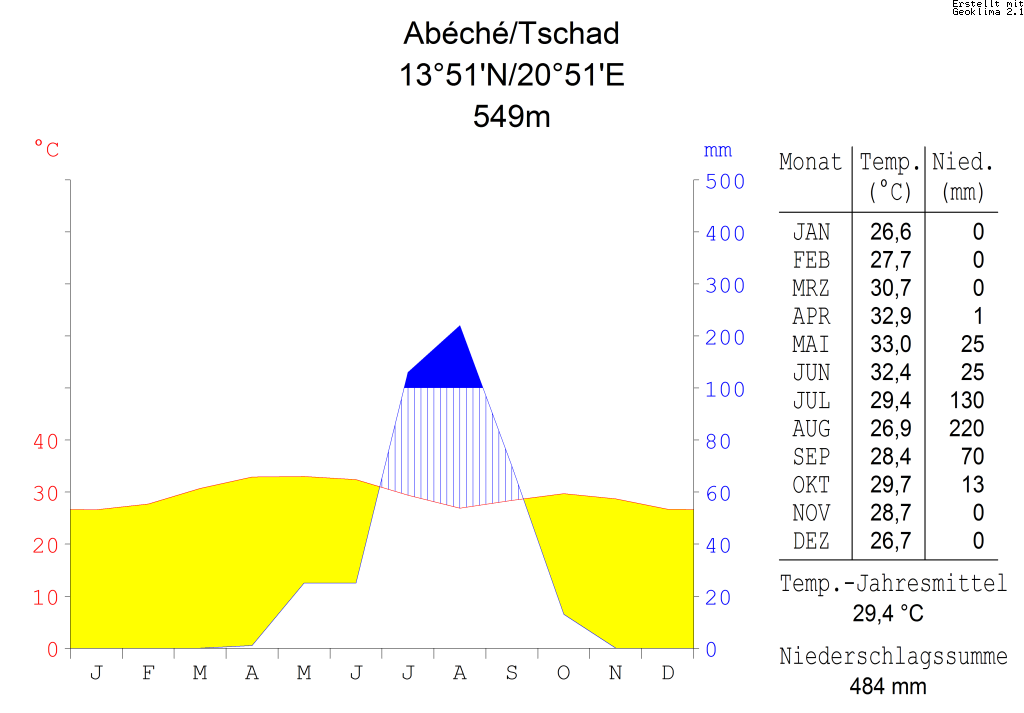
Typisches Klimadiagramm der Sahelzone, hier Abéché, Tschad.

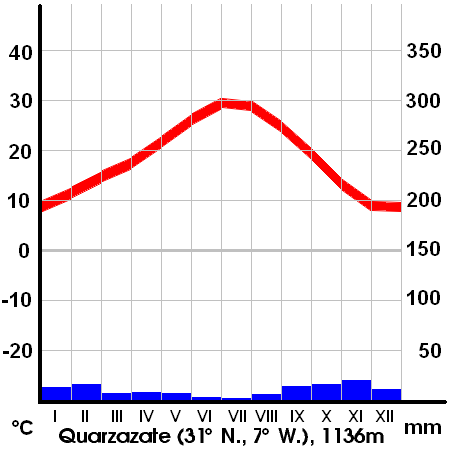
Typisches Hochgebirgs-Steppenklima auf der Windschattenseite des Hohen Atlas, hier Ouarzazate, Marokko.

Verschiedene klimatische Zonen werden unterschieden:
- Mittelmeerküste und Nildelta mit einem subtropischen Mittelmeerklima. Dabei ist diese Zone an der westlichen Mittelmeerküste breiter, umfasst aber nicht mehr den Bereich des Atlas-Gebirges.
- Im Atlasgebirge herrscht ein Hochgebirgs-Steppenklima.
- Das Niltal mit einem halbariden Oasenklima.
- Die Atlantikküste hat ein atlantisches und subatlantisches Wüstenklima.
- Die Ostküste jenseits des Niltales hin zum Roten Meer hat ein vollarides Wüstenklima.
- In der Sahara selbst herrscht ein typisches voll- bis hyperarides Wüstenklima, am ausgeprägtesten in der Libyschen Wüste, wo der Jahresniederschlag teils auf unter 5 mm sinkt, vor allem im Murzuk-, Kufra- und Kharga-Becken.
- Am Südrand der Sahara findet sich ein randtropisches vollarides bis arides Wüstenklima.
- Weiter südlich beginnt dann mit dem Sahel die Zone des semiariden und tropisch-monsunbeeinflussten Klimas mit Dornstrauch- und Trockensavannen.

Definitionen nach Monod: (jeweils langjährige Mittelwerte). Die Werte für die Ariditätsgrade schwanken allerdings in der Literatur stark.
- hyperarid: < 70 mm Jahresniederschlag, teilweise unter 5 mm.
- (voll-)arid: 70–130 mm Jahresniederschlag. Vollarid ist ein Klima, wenn die mögliche Verdunstung ganzjährig größer ist als der Niederschlag.
- halb- bzw. semiarid: 300–130 mm Jahresniederschlag, wenn während des größeren Teils des Jahres aride Bedingungen herrschen. Trockensavannenklima (z. B. Sahel).

Merkmale
Nordafrika mit der Wendekreiswüste Sahara als ihrem hyperariden Zentrum ist ein Bereich klimatischer Extreme, der sich von den milden und winterfeuchten, sommertrockenen Zonen der Mittelmeer- und teilweise auch der Atlantikküste über die trockenen Wüstenklimata der Sahara bis zu den Steppenzonen und schneebedeckten Gipfeln Hohen Atlas und die feuchten Niederungen des Tschad-Sees erstreckt. Besonderen Einfluss üben dabei das Azorenhoch und die Passatwinde aus, hier vor allem der kontinentale, sehr trockene, nur an der marokkanisch-mauretanischen Atlantikküste kühle und feuchte, Harmattan genannte Nordostpassat, der 7 bis 8 Monate im Jahr weht; dazu tritt im Süden der Einfluss der tropische Monsungürtels. Im Winterhalbjahr bekommt der nördliche Sahararand wie das gesamte Mittelmeergebiet Regen aus der weit nach Süden verlagerten Polarfront, im Sommerhalbjahr fallen hingegen am südlichen Sahararand Niederschläge aus der dann weit nach Norden verschobenen Tropikfront. Entsprechend sind auch die jahreszeitlichen Unterschiede besonders ausgeprägt, wobei im Sommer praktisch in ganz Nordafrika wüstenartige Bedingungen mit häufigen Einbrüchen extrem austrocknender Winde herrschen, während die Winter vom Norden her feuchter und milder sind, allerdings nur in den Randbereichen der Sahara. Die Linie, die die mediterrane Zone von der Steppenzone trennt ist die 400-mm-Isohyete (Linie gleichen Niederschlags); sie ist in etwa identisch mit der Niederschlagslinie, die den Anbau von Weizen und Gerste ohne Bewässerung eingrenzt. Als Trennlinie zwischen Steppe und Wüste gilt die 100-mm-Isohyete.
- Mediterranes Klima herrscht vor allem im Norden Marokkos bis zu den nördlichen und westlichen Abhängen des Atlas bis nach Tunesien und die Cyrenaica. Dabei wechseln sich allerdings wegen des unterschiedlichen Reliefs mancherorts kontinentale, maritime und für Bergländer typische Klimazonen ab. Am meisten Niederschlag fällt während der drei Wintermonate.
- Steppenklima herrscht in zwei Dritteln des Atlasbereiches, vor allem auf dem Plateau und den Ebenen des östlichen Marokko, die im Regenschatten des Mittleren Atlas liegen, im algerischen Atlas sowie auf der libysch-tunesischen Al-Jifarah-Ebene und in den nordostlibyschen Al-Akhdar-Bergen.
- Zum Wüsten- und Oasenklima der Sahara s. dort sowie unter Libysche Wüste.
- Zum Niltalklima s. unter Ägypten.
- Zum Klima der Sahel-Zone sowie zum Klima des Tschad-Bassins siehe unter den jeweiligen Hauptartikeln.

Hauptursachen dieser enormen klimatischen Differenzierung ist die Größe und geringe Gliederung des afrikanischen Kontinentalblocks im Bereich des nördlichen Wendekreises in Verbindung mit einer regionalen Vielfalt der Landschaftsformen und den klimatischen Auswirkungen der saisonal unterschiedlichen Luftmassen- und Frontensysteme, die jeweils zu regional unterschiedlichen Niederschlägen und Temperaturen führen, also Winterregen im Norden und Sommerregen im Süden Nordafrikas. Die Hochländer und Gebirge fallen teilweise aus diesem Muster heraus und bilden ihre eigenen klimatischen Kleinräume aus. So haben etwa die zentralsaharischen Gebirge Hoggar und Tibesti über 100 mm Niederschlag. Bildet sich zudem im Sommer ein Hitzetief über der Sahara, dringen vor allem über dem östlichen Nordafrika kontinentale, trockene Polarluftmassen ein, die sog. Etesien, die zusätzlich austrocknend wirken. Insgesamt ist es daher in Nordafrika nur an wenigen Tagen windstill (8–10). Dabei weist die Zentralsahara relativ wenige Sandstürme auf, die auch mit ihrer rötlichen Sandlast bis nach Mittel- und Südeuropa wehenden, heißen und trockenen Sandstürme (z. B. der Scirocco) entstammen allesamt dem Nordrand der Sahara. Auch der Chamsin im Nordosten Afrikas und in Palästina entstammt dieser Region.

Inwieweit der globale Klimawandel das Klima Nordafrikas, vor allem das der Sahara, längerfristig wieder in die Richtung eines eher feuchtere Zustandes verschieben wird, wie er zuletzt während des mittleren Holozäns dort geherrscht hat, ist Gegenstand wissenschaftlicher Debatten.

### Historisches Klima und Besiedelungsgeschichte

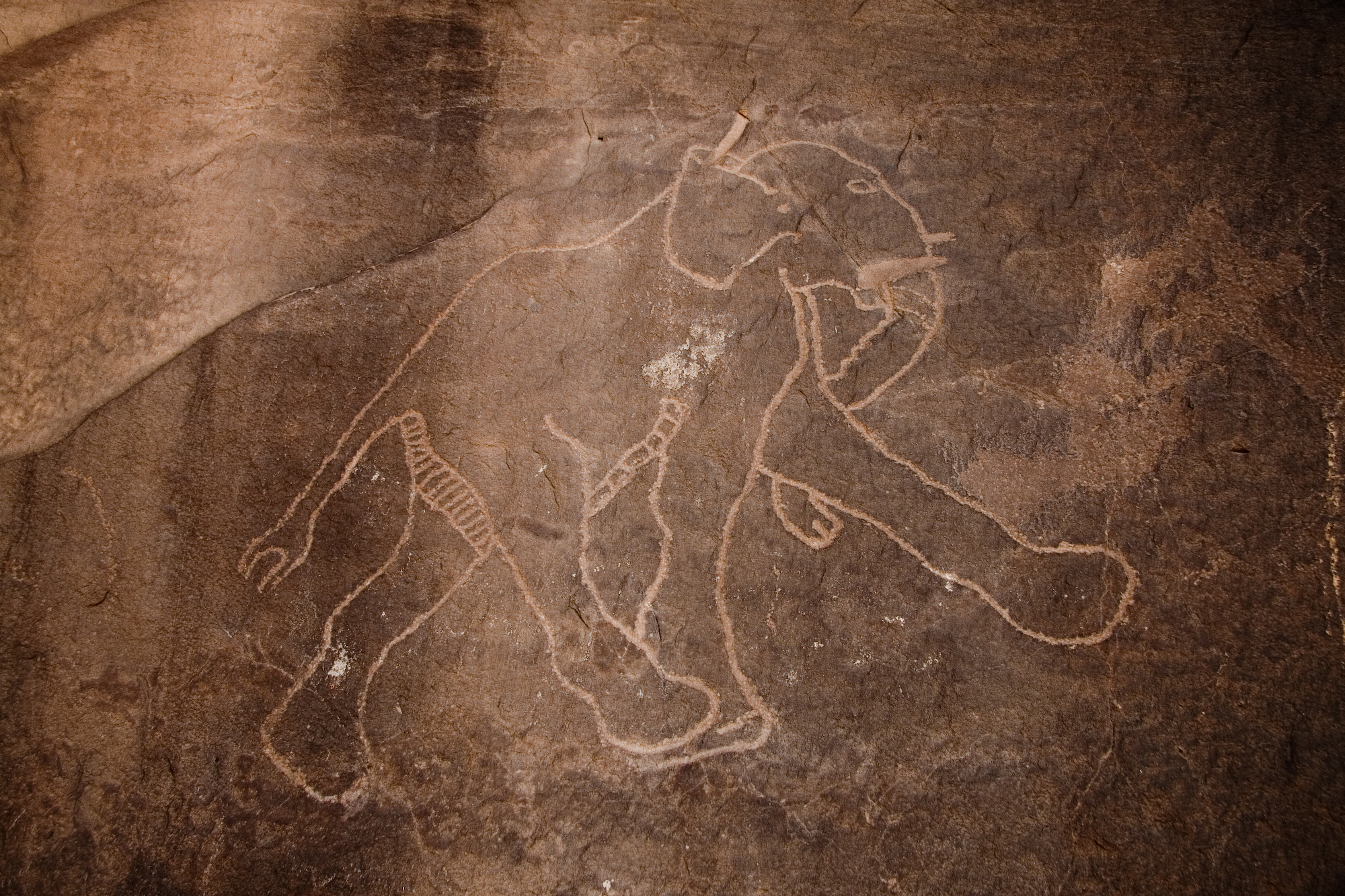
Felsgravur im Tadrart Acacus, einem kleinen Gebirge im Südwesten Libyens. Hier aus der bis ca. 6000 v. Chr. dauernden Wildtier- bzw. Jägerperiode.

Das Maximum der Vereisung (Pleniglazial) während der Würm-Eiszeit vor 18.000 Jahren war in Nordafrika durch extrem trockene Bedingungen gekennzeichnet. Man geht davon aus, dass die mittlere Temperatur um 5–6 °C niedriger war als heute. Die Sahara erstreckte sich zudem ca. 1000 km weiter nach Süden. Das Innere der Wüste wurde unbewohnbar, und die dort lebenden Jäger und Sammler zogen in feuchtere Gegenden, wie etwa ins Niltal oder an die Küste. Am Übergang zum Holozän wanderte der Monsun-Gürtel wieder nach Norden. Dadurch wurde das Klima in Nordafrika wieder deutlich feuchter, die Seespiegel waren wesentlich höher als gegenwärtig, und der Tschad-See bedeckte ebenfalls eine weitaus größere Fläche als vergleichsweise das jetzige Kaspische Meer. Dazu stieg der Spiegel des Mittelmeeres zwischen 8000 und 5000 um ca. 40 m an (13.000–8000 v. Chr. + 30 m, 8000–ca. 7000 + 20 m, 6700 bis heute + 20 m) und bedeckte weite, bisher besiedelte Küstenflächen (durchschnittlich etwa 10 km landeinwärts). Um 5000–4500 v. Chr. gab es ein erstes Klimaoptimum, ab 3700–3400 ein zweites. Die Umwelt jener Zeit ist durch zahlreiche Felsbilder quer über die Sahara belegt, die auf eine savannenartige Umgebung mit entsprechendem Wild schließen lassen. Anschließend wurde das Klima wieder zunehmend trockener. Ab etwa 2800 v. Chr. begann schließlich die letzte aride Klimaphase, und um etwa 1300 v. Chr. war der heutige hocharide Zustand in etwa erreicht. Folge war abermals der Rückzug der Bevölkerung an die Küsten und ins nun bewohnbare Niltal, wo sie ihre bereits im Sahara-Sudan-Neolithikum und den neolithischen Zentren Unterägyptens entwickelten Fertigkeiten wie Domestizierung von Tieren und Pflanzen und Keramik nutzten, sich schließlich sogar unter dem Druck klimatischer Verhältnisse zur Regelung der Bewässerung ihrer Felder gezwungen sahen. Nach und nach entstanden so Bewässerungssysteme und damit Kerne staatlicher Ordnungen, die letztlich auch in der mythologisch als Kampf zwischen den ägyptischen Hauptgottheiten Isis, Osiris und Horus auf der einen und Seth auf der anderen Seite überlieferten Auseinandersetzung zwischen Wüstennomaden und Niltal- bzw. Oasenbauern zur Entstehung des Alten Ägypten führten.

### Frühe Geschichte
Die Geschichte Nordafrikas ist eine relative Einheit. Nur hier gab es das dem europäischen Mesolithikum entsprechende Epipaläolithikum und ein Neolithikum, und in historischen Zeiten lag die nun hocharide Sahara wie ein gewaltiger Sperrriegel zwischen dem Norden Afrikas und dem subsaharischen Bereich, so dass neolithische Techniken sich letztlich nur entlang der Küste und des Niltales ausbreiten konnten. Nur dort erreichten sie die kulturellen Impulse Palästinas, wo der Fruchtbare Halbmond als wichtigstes neolithisches Entstehungsgebiet gilt, obwohl es auch andere Zentren wie das Sahara-Sudan-Neolithikum mit möglicherweise eigenständigen Traditionen gegeben hat (eine der großen und bis heute offenen Fragen der nordafrikanischen Vorgeschichte). Auch die Metallbearbeitung ist daher als Kulturtechnik mit großer Verspätung in der Subsahara übernommen worden, teilweise erst mit der Expansion der Bantu um die Zeitenwende, ja bis in die Kolonialzeit im 19. Jahrhundert, so dass die dortigen Völker sofort von steinzeitlichen Produktionsweisen der Jäger und Sammler in die Eisenzeit überwechselten, deren namengebenden Technik die Bantu mitbrachten, wobei allerdings – eine weitere ungelöste Frage der Wissenschaft – strittig ist, ob die Eisengewinnung eigenständig in Afrika entstand und wenn ja, wo (die Nok-Kultur in Nigeria, der mittlere Nil mit Meroe und Ostafrika im Bereich der Urewe-Kultur des Victoria-Sees stehen hier vor allem zur Auswahl). Nur das Niltal bildet hier als nord-südlicher bis tief in den Sudan (Nubien) reichender Verbindungsweg eine gewisse Ausnahme. Auch die frühen ostafrikanischen Reiche entstanden daher erst nach dieser Zeit, vor allem mit der Ausbreitung des Islam. Früher gab es nur die nubischen Reiche Kusch und Meroe und die äthiopischen Reiche, beginnend mit dem im 3. vorchristlichen Jahrhundert gegründeten Aksum, die aber teilweise noch im Ausstrahlungsbereich der ägyptischen Kultur lagen. Die Rolle der kaum erforschten Nok-Kultur im Nordwesten Afrikas in diesem Zusammenhang ist allerdings unklar.

## Ökosystem
Für das Ökosystem Nordafrikas sind sowohl aus klimatischen wie geologisch-topographischen Gründen mehrere Großbereiche zu unterscheiden:
- Die Wüste Sahara
- Die Mittelmeerküste
- Das Niltal und Nildelta
- Der Tschadsee und sein Umfeld bis zum Niger-Benue-Stromsystem
- Die zentralen und südlichen Gebirge und Plateaus
- Die Sahel-Zone

Entsprechend unterschiedlich gestalten sich auch Flora und Fauna Nordafrikas, obwohl sie beide stark durch die alle anderen Faktoren relativierenden übermächtigen Einflüsse der Sahara bestimmt werden, so dass nur ihre Randbereiche sowie das Niltal von der Wüstensituation abweichen. Allerdings bietet sich auch hier durch die Einflüsse der dortigen dichten Besiedelung und den Import von Domestikationen sowie durch andere menschliche Eingriffe längst kein originales Bild mehr, wie es etwa noch die Felsmalereien und -gravuren der Sahara zeigen, auf denen allerlei Savannentiere wie Elefanten, Löwen, Büffel, Antilopen usw. reichlich zu finden sind. Andererseits ist gerade der Verlauf der Domestizierung in Nordafrika ein interessantes Kapitel der dortigen Kulturgeschichte und ihrer auch klimatologisch fixierbaren Abläufe.

### Flora
Neben den genannten Faktoren spielen hier vor allem die Art, Dicke, Feuchte und Mineralhaltigkeit der Böden und das Vorhandensein von Wasser eine zentrale Rolle, desgleichen Aspekte der landwirtschaftlichen Nutzbarkeit und Nutzung, etwa durch Abbrennen der Pflanzendecke, was hitzeresistente Pflanzen vor allem in den Savannen vorherrschend werden ließ, dazu das Vorkommen von Nachtfrösten, die im Winter auch in der Wüste durchaus nicht selten sind.
Die mediterrane Vegetation folgt dem typischen Muster von Sommerruhe und Winterregen, wobei die stärksten Wachstumsphasen im Frühjahr und Herbst liegen. Wälder sind hier selten und bestehen meist aus Koniferen und trockenliebenden Eichen. Steineichen und Korkeichen kommen auf sauren Böden vor allem in den feuchteren Regionen des Atlas-Gebirges vor; sie weichen dann in trockeneren Gebieten Aleppo-Kiefern (Pinus halepensis), Wacholder und Atlas-Zedern. Die beiden letzten findet man auch in den höheren Lagen Marokkos wie dem Rif-Gebirge oder dem Mittleren und Hohen Atlas. Es hat allerdings im Laufe der Geschichte eine massive Entwaldung zugunsten von Ackerland sowie für den Schiffsbau und zur Gewinnung von Holzkohle stattgefunden, insbesondere während des Römerreiches und in der Kolonialphase. Infolgedessen ist Buschland weit häufiger als Wald. Häufig ist auch die Macchie mit den dafür typischen Gewächsen. Auf mageren, felsigen Böden gedeihen oft nur noch kleine Büsche und Zwergstrauchheiden mit einer recht geringen Artenvielfalt. Typisch sind für diese Garrigue genannten Vegetationszonen vor allem Stechginster und Lavendel.

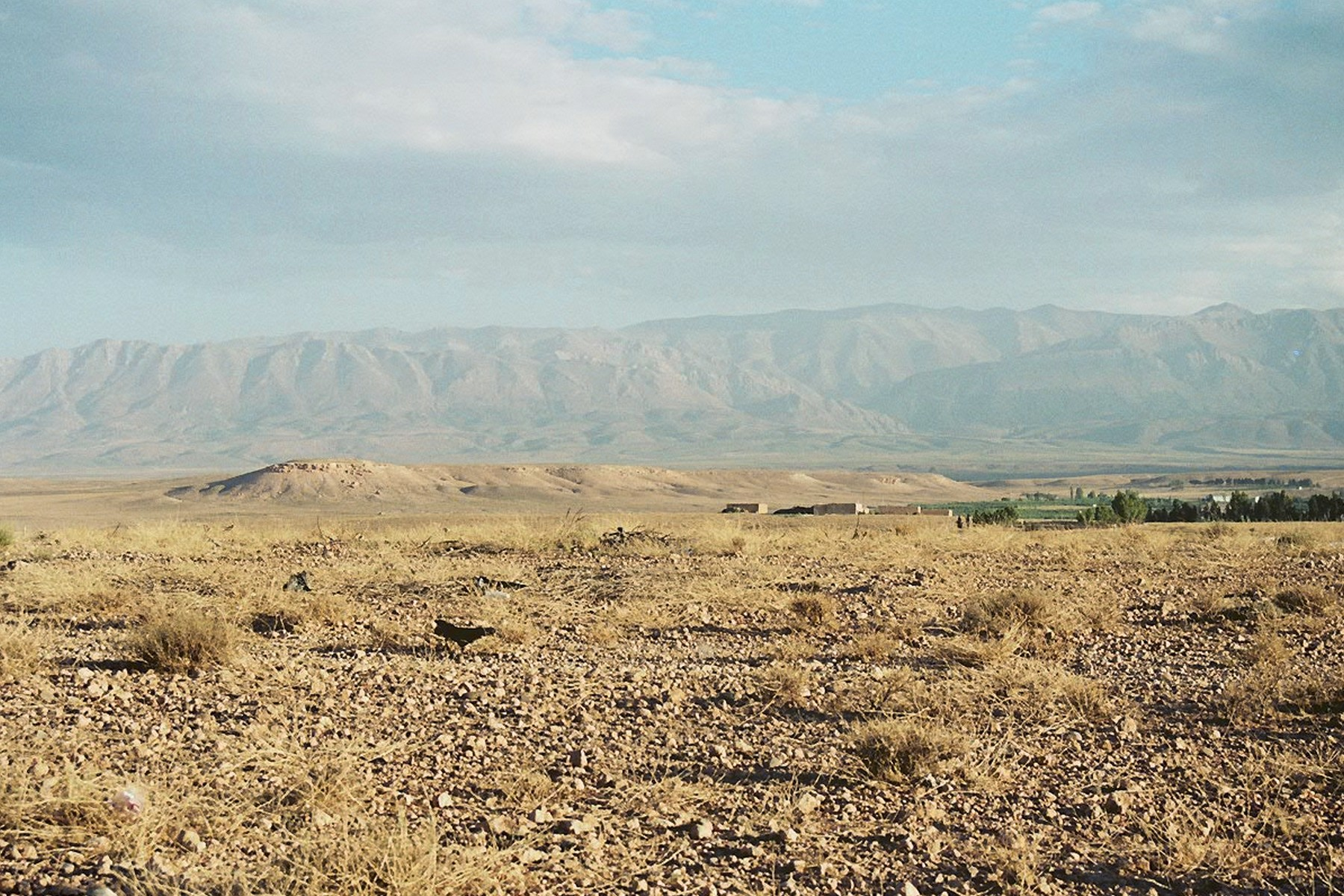
Steppenvegetation des Hohen Atlas.

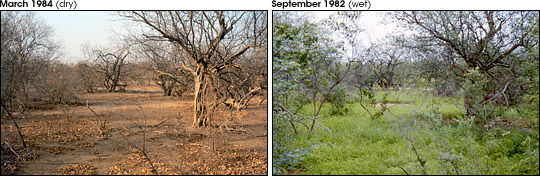
Nördlicher Tschadsee: Sommer- und Wintersituation des Bewuchses.

Die Steppenvegetation, die außer im Atlasgebirge in unterschiedlichen Ausprägungen auch in den Gebirgen und Hochländern der westlichen, zentralen und Ostsahara vorkommt, ist dann noch karger. Büsche ersetzen hier mehr und mehr die Bäume, außer in langen Wadis, wo man besonders in Marokko und Westalgerien Zwergpalmen und den Judendorn, die Jujube findet. Weiter östlich sieht man als Nutzgehölze eher den wilden Olivenbaum, die Terpentin liefernde atlantische Kiefer und den wilden Mandelbaum sowie die süße Lotuspflaume (Diospyros lotus). Die Rückbildung zur Steppe führt zudem zu einem Überwiegen von Dornsträuchern und genügsamen Grasarten wie Espartogras und Halfagras, vor allem auf sandigem Untergrund in den Hochsteppen von Algerien und Tunesien. Auf Lehm- und Tonböden kommen auch Artemisia und Zwergsalbei vor, während der Opuntia ficus-indica die besseren Böden der Wadis vorzieht. Auf salzigen Flächen halten sich gewöhnlich nur Salzbüsche.
Zu den wüstentypischen Pflanzen siehe: Libysche Wüste.
Die Sahel-Zone ist eine semiaride Trockensavanne und Dornbuschsavanne mit niederem, schütteren Grasland, das beweidet wird (und teilweise überweidet ist), Dornsträuchern und relativ hochwüchsig krautigem, ganzjährigem Bewuchs. Dazu sieht man vereinzelt verschiedene Arten von Akazien, Tamarisken sowie Baobab-Bäume, besser als Affenbrotbaum bekannt, der bis zu 1000 Jahre alt werden kann. Manche Bereiche werden wie im Tschad, im Bereich des Niger oder des Senegal regelmäßig überflutet. Dort ist auch Bewässerungsfeldbau möglich. In einigen Bereichen wird Hirse angebaut. Charakteristisch für die meist laubabwerfenden Bäume sind tiefe und ausgedehnte Wurzelsystem wie man sie auch bei Wüstenpflanzen findet sowie die Fähigkeit, auch salziges Wasser zu verwerten, desgleichen Dornen und Kleinwüchsigkeit. An Stellen mit nicht allzu niedrigem Grundwasser findet sich neben dem Baobab auch die Doumpalme sowie im feuchteren Westen Malis der Kapok und wilde Feigen, im Übergang zum Sudan wachsen Schibutter-Bäume (Vitellaria paradoxa). Viele dieser Bäume sind Nutzbäume wie die ebenfalls vorkommende Dattelpalme, desgleichen manche zum Hausbau oder für handwerkliche Zwecke verwendete Grasarten wie das Elefantengras oder Panicum turgidum, das Afezu-Gras der Tuareg.
→ Zur Pflanzenwelt Ägyptens, insbesondere des ägyptischen und sudanesischen Niltals, siehe dort sowie unter Libysche Wüste.

### Fauna
Allgemeine Situation

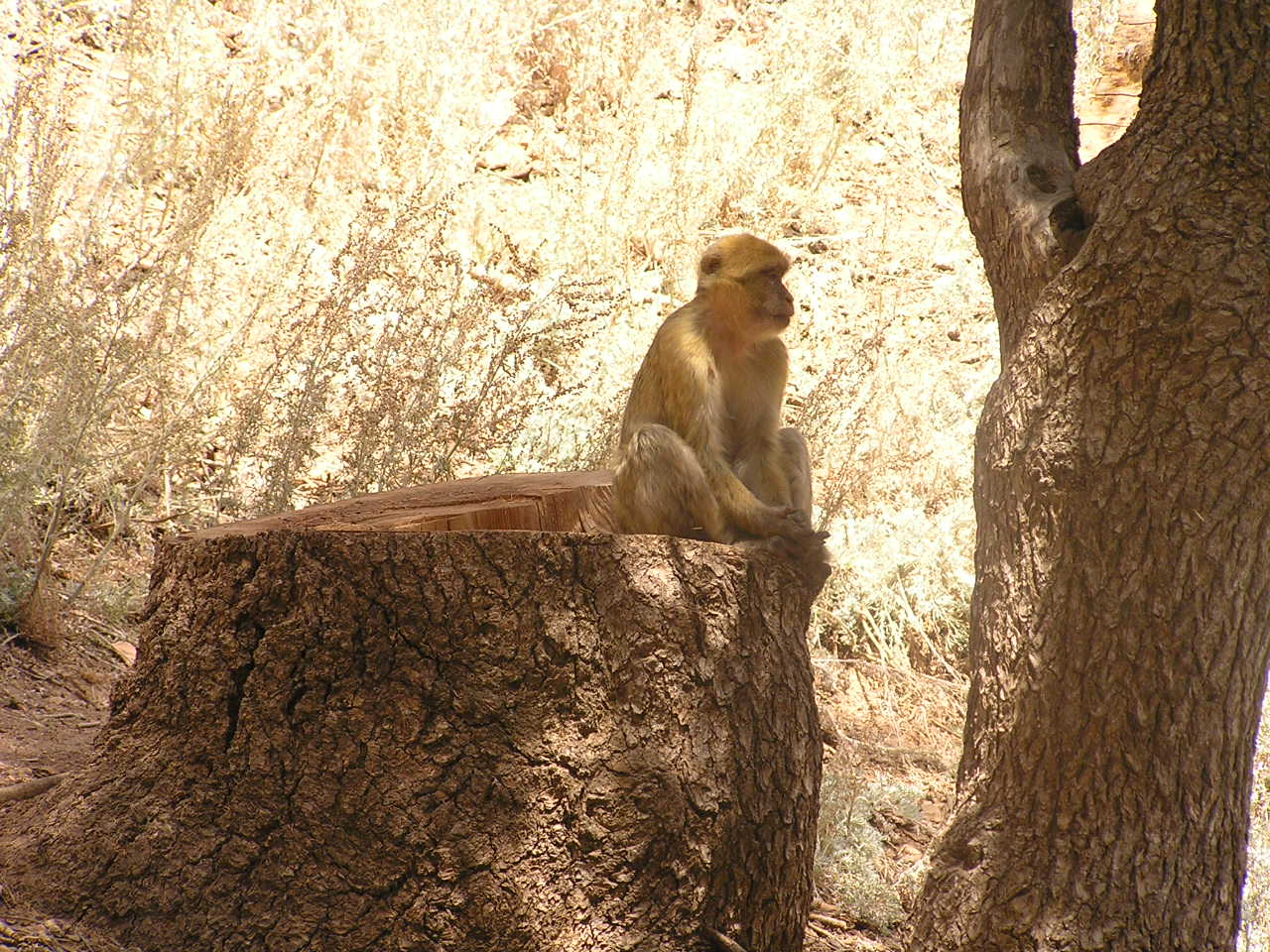
Wilder Berberaffe, das Symboltier des Maghreb (und Gibraltars), hier in der algerischen Kabylei

Für die Fauna Nordafrikas gelten grundsätzlich dieselben ökologischen Rahmenbedingungen wie für die Flora, doch ist ihre ursprüngliche Zusammensetzung noch stärker vermindert und verzerrt durch Überjagung und Ausrottung einerseits und Import von Domestizierungen andererseits. Biogeographisch ist Nordafrika Teil der Paläarktischen Region und ähnelt der des Mittleren Ostens, abgesehen von der Vogelwelt, die mehr der des südlichen Mittelmeerraumes gleicht. Die Artenvielfalt ist aber weitaus geringer als die des subsaharischen Bereichs. Auch hier zeigt die Felsbildkunst des Holozäns, wie sehr menschliche Eingriffe diese Vielfalt reduziert haben, und zwar bis in die jüngste Zeit, denn allzu lange ist es noch nicht her, da gab es in Nordafrika durchaus Elefanten, Löwen, Leoparden, Hyänen, Strauße, Bären oder Geparden. Wildschweine, Rotwild, Schakale, Wildschafe, Luchse oder Mähnenschafe gibt es noch in den Bergwäldern, Gazellen und Oryxantilopen leben noch in den Wüsten. Auch Reptilien und Insekten sind in Nordafrika seltener als in der Subsahara, obwohl Wanderheuschrecken gelegentlich in gewaltigen Schwärmen über die Pflanzenwelt und vor allem landwirtschaftliche Gebiete herfallen und dabei große Schäden anrichten.
Einzelne Vorkommen
Der Maghreb: Marokko, Algerien, Tunesien und Libyen: In den nördlichen Bergen Marokkos, Algeriens und auch noch Tunesiens vor allem Mufflons, der in den Bergen Marokkos und im Gebiet zwischen Algier und Constantine lebende schwanzlose Berberaffen (Macaca sylvanus), Rotwild und Wildschweine. Zahlreiche Zugvögel wie Störche und Flamingos ziehen hier durch. In der Sahara sieht man Fenneks, Hyänen und Schakale sowie zahlreiche kleinere Tiere wie Kaphasen, Sandkatzen, Rohrkatzen, Libysche Streifenwiesel und Rennmäuse in häufig allerdings nur noch isolierten Vorkommen. Insekten sind zahlreich, am eindrucksvollsten abermals die Wanderheuschrecken.

Je weiter östlich man kommt, desto wüstentypischer wird die Fauna, vermehrt vor allem in Tunesien mit Skorpionen, Giftschlangen wie der Kobra und der Hornviper. In Libyen und der Westküste Ägyptens verstärkt sich dieser Trend noch. Gehäufter finden sich nun auch wüsten- und oasentypische Vögel wie die Felsentaube, Rebhühner, Hühnervögel, Lerchen, Adler, Falken und Geier. Vereinzelt kommen in der südlichen Sahara insbesondere in Felsregionen Klippschliefer, Steppenpaviane, Fledermäuse und Wüstenigel vor.
→ Zu Ägypten, Sudan und den anderen Wüstenländern siehe auch: Libysche Wüste.

## Staaten, Wirtschaft und Kultur

### Die Staaten Nordafrikas
Historisch ist der Begriff Nordafrika eine Schöpfung der französischen Kolonialverwaltung, die damit ihren rein geographischen Machtbereich umschreiben wollte, der auf lokale Traditionen keine Rücksicht nahm. Die einheimische Bevölkerung von Nordwestafrika nannte ihr Gebiet „Maghreb“ (Al Maghrib heißt: der Westen).
Nach heutigem Verständnis umfasst Nordafrika außer den Staaten des kleinen (Marokko, Algerien und Tunesien) oder großen (mit Libyen) Maghreb auch Ägypten sowie die nördlichen Teile des Sudan. Einige nordafrikanische Länder, vor allem Ägypten und Libyen, werden zudem politisch oft zum Nahen Osten gezählt. Zudem gehört die Sinai-Halbinsel (Teil Ägyptens) zu Vorderasien und ist Teil des Nahen Ostens, und die Kanarischen Inseln gehören zu Spanien. Da die Sahara bestimmendes Naturelement Nordafrikas ist, zählen geographisch, nicht jedoch UN-politisch auch die südlicheren und westlichen Saharastaaten Mauretanien, Mali, Niger und Tschad bis hin zur Sahelzone noch zu Nordafrika, von Äthiopien jedoch allenfalls der nördlichste Zipfel. Politisch werden alle diese Staaten mehr oder weniger autokratisch regiert, teils mit einem Monarchen (Marokko), teils in einer präsidialen Diktatur, die sich als pseudodemokratisch, mitunter religiös, häufig militärisch oder über Parteien definieren.
Gliederung nach der UN-Statistikabteilung (Stand 2010, vgl. Karte oben)
Ausschließlich Nordafrika angehörend:
- Subregion Nordafrika:
  -  Westsahara 1 (Hauptstadt El Aaiún), (Demokratische Arabische Republik Sahara)
  -  Marokko (Hauptstadt Rabat)
  -  Algerien (Hauptstadt Algier)
  -  Tunesien (Hauptstadt Tunis)
  -  Libyen (Hauptstadt Tripolis)
  -  Ägypten (Hauptstadt Kairo)
  -  Sudan 2 (Hauptstadt Khartum)

Geographisch zu Nordafrika zu zählen, aber anderen UN-Subregionen angehörend:
- Subregion Westafrika:
  -  Mauretanien (Hauptstadt Nouakchott)
  -  Mali (Hauptstadt Bamako)
  -  Niger (Hauptstadt Niamey)
- Subregion Zentralafrika:
  -  Tschad (Hauptstadt N’Djamena)
- Subregion Ostafrika:
  -  Äthiopien 3 (Hauptstadt Addis Abeba)
  -  Eritrea (Hauptstadt Asmara)
  -  Dschibuti (Hauptstadt Dschibuti-Stadt)

### Wirtschaft
→ Zu den spezifischen Ökonomien der einzelnen Staaten siehe die jeweiligen Artikel.

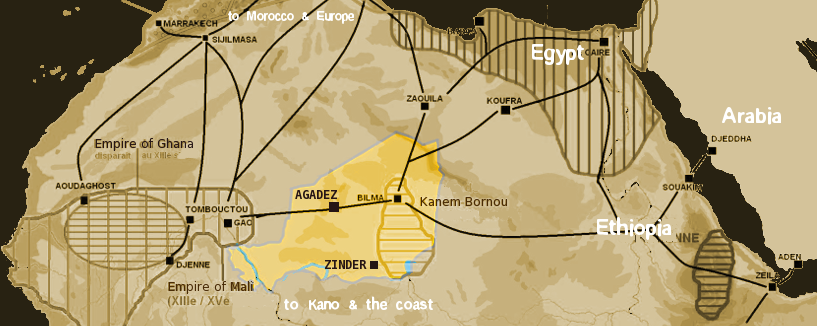
Karte der mittelalterlichen Karawanenstraßen um 1400 n. Chr. mit dem Zentrum Niger (heutige Fläche)

Die ökonomische Potenz der einzelnen Staaten dieser Region ist extrem unterschiedlich. Einige gehören wie Mali zu den ärmsten Staaten weltweit, andere wie Libyen und potentiell auch der Sudan aufgrund ihrer Bodenschätze zu den reichsten. Bevölkerungsdruck und strukturelle Unterentwicklung vor allem in den zentralen Staaten der Sahara ohne Zugang zur Küste sind in den meisten Fällen die bestimmenden Faktoren. In vielen wird die wirtschaftliche Entwicklung zudem durch innere Konflikte gebremst, zumal die Grenzziehungen aus europäisch-kolonialer Besatzungszeit oft Ethnien durchschneiden und die klassischen Karawanenwege nun blockieren und zudem die überkommenen Bräuche nomadisierender Völker wie der Tuareg massiv behindern. Die wirtschaftlichen Zentren liegen auch fast ausschließlich an der Küste.
Die klassischen Waren des Transsaharahandels waren Salz, Sklaven sowie die Produkte der subsaharischen Zone, also Elfenbein, Edelhölzer, Gold und Metallwaren, wertvolle Minerale, Gewürze, Tee, Datteln, Getreide, Zucker usw., Dinge, die den weiten und gefährlichen Weg lohnten. Legendär sind die Salzkarawanen von Bilma und Fachi. Dazu gab es zentralsaharische Handelknotenpunkte (s. Karte). Die Wege führten gewöhnlich zwischen den Hochländern hindurch und mieden die großen Sandwüsten, zumal sie auf regelmäßige Wasserstellen angewiesen waren. Auch wurde ein solch weiträumiger, lange Zeit von Arabern beherrschter Handel erst nach der Einführung des einhöckrigen Kamels (Dromedar) etwa um die Zeitenwende überhaupt möglich (s. Domestizierung in Nordafrika).
Heute spielt der Tourismus vor allem in den politisch einigermaßen stabilen Ländern wie Ägypten, Libyen, Tunesien und Marokko eine wichtige wirtschaftliche Rolle. Libyen ist vor allem Exporteur von Erdöl und nutzt zudem seine gewaltigen Vorkommen an fossilem Wasser für die Landwirtschaft. In einigen Ländern wie Algerien wirkt der Terrorismus bremsend, in anderen wie Marokko geschieht dasselbe aufgrund innerer Konflikten etwa mit den Rifkabylen und Tuareg (Aufstände in den 90ern vor allem in Mali und Niger), und den Streitigkeiten um die Westsahara; im Sudan wirkt sich der Darfur-Konflikt negativ aus, desgleichen die extrem muslimisch orientierte Staatsordnung. Länder ohne Zugang zum Meer wie Mali und Niger oder der Tschad sind ohnehin im Nachteil, zumal sie ebenfalls nicht sehr stabil sind und daher vom Massentourismus auch wegen der fehlenden Infrastruktur gemieden werden.

### Grundlagen von Kultur und Geschichte
Kontakte zwischen saharischem und subsaharischem Afrika beschränkten und beschränken sich wegen der Schwierigkeiten, die Wüste zu durchqueren, fast ausschließlich auf den Handel entlang der Nord-, Ost- und Westküste des Kontinents und das Niltal, sowie früher auf den transsaharischen Karawanenhandel. Wie heikel solche Wege durch die Sahara waren zeigen Bezeichnungen wie Tanezrouft (Land der Furcht) oder Ténéré (Land da draußen).
Obwohl sich in der nordafrikanischen Kultur wie auch bei den Einwohnern der Großregion sowohl afrikanische als auch mittelöstliche Wurzeln nachweisen lassen, sind die meisten Nordafrikaner entweder arabisch oder berberisch sprechende Muslime. Die christlichen Kopten sind dabei eine Ausnahme und werden zunehmend von der sie umgebenden muslimischen Mehrheit bedrängt. Ein weiterer Hinderungsgrund für kulturellen Austausch in der Region war zudem rassistischer Natur, insbesondere was die Verachtung der Araber, Mauren und Berber für die dunkelhäutigen, früher abschätzig als „negroid“ bezeichneten Völker weiter südlich angeht, die lange nur als Objekte des arabischen und kolonialen Sklavenhandels von Interesse waren.
Ethnien und Sprachen sind in diesem Zusammenhang ein besonders interessantes Phänomen der im Vergleich zur subsaharischen Situation relativ großen nordafrikanischen Homogenität, was die Ethnien angeht. Sprachlich herrscht im Gesamtraum die bis nach Äthiopien reichende afroasiatische Sprachgruppe nach Joseph Greenberg vor, die vor allem das Arabische mit seinen Varianten umfasst – auch das Altägyptische gehörte zu dieser Gruppe –, eine sicher auf der Ausbreitung des Islam basierende Situation. Nur im Bereich von Niger und Tschad ist die (allerdings extrem zersplitterte) nilosaharische Sprachgruppe stärker vertreten. Neben den dynamischen Vorgängen der Islamisierung ist für diese Situation vor allem die Homogenität der Naturräume verantwortlich, die zudem aufgrund ihres Wüstencharakters ethnische Durchmischungen oder Wanderungen, wie wir sie zum Beispiel in Europa mit den Völkerwanderungen oder dem Einbruch zentralasiatischer Steppenvölker immer wieder beobachten können, stark erschwerte oder verhinderte.
Wichtig sowohl in politisch-historischer Hinsicht wie auch in ökonomischer und kultureller ist dabei eine von europäischen Konzepten völlig unterschiedliche Auffassung vom Wert des Bodensund vom Wert des Menschen. Die Vorstellung vom Grundbesitz etwa ist von den Europäern in Afrika erst eingeführt worden. Das lag an der relativ dünnen Besiedelung innerhalb riesiger Räume, aber vor allem auch an den klimatischen Voraussetzungen und der Tatsache, dass es in Afrika sehr wenig Humusböden gibt, deren Wert sich zu erhalten (durch Düngung etc.) und zu verteidigen lohnte. Daher hatten alle frühen afrikanischen Imperien auch keine festen Grenzen wie etwa die Länder im Europa des Mittelalters, und es gab zwar Machtzentren, aber kaum feste Hauptstädte, da man von alters her gewohnt war, nach Erschöpfung des Bodens weiterzuwandern. Eine Folge dieser Auffassung von der Wertlosigkeit des Bodens war, dass der Wert des Menschen und seiner Arbeitskraft im Zentrum stand. Besitz bedeutete daher in Europa Grundbesitz, in Afrika hingegen Menschenbesitz. Handel war Handel mit menschlicher Arbeitskraft. Politik zielte auf der Gewinnung dieser Arbeitskraft durch Kriege und Unterwerfung ab; in ihrem Zentrum stand die Kunst der Menschenführung. Lediglich dort, wo fruchtbare Böden eine feste und unbewegliche Größen waren, die von menschenfeindlichen Regionen wie der Sahara umgrenzt wurden, entstanden daher Staaten in unserem Sinne kommen. Die erste Hochkultur entstand in einem solchen Gebiet, dem von Wüste umgebenen Niltal: Ägypten.